# Zuidmolen
De Zuidmolen is een in 1857 als bovenkruier gebouwde korenmolen in de Nederlandse plaats Groesbeek (provincie Gelderland). De houten kap is gedekt met dakleer. In 1947 werd de molen door een windhoos getroffen.
In de molen zijn drie koppel maalstenen aanwezig met zowel kunststenen als natuurstenen.
Het wiekenkruis is 25 meter en heeft fokwieken van het Fauëlsysteem met Ten Have-kleppen en remkleppen op alle vier de wieken. De roeden zijn van ijzer. De molen wordt met een kruilier verkruid en heeft een Engels rollenkruiwerk.
De trommelvang (rem) waarmee de molen stilgezet wordt is een Vlaamse vang.

## Overbrengingen
- De overbrengingsverhouding is 1 : 6,02.
- Het bovenwiel heeft 69 kammen en het bovenrondsel heeft 37 staven. De koningsspil draait hierdoor 1,86 keer sneller dan de bovenas. De steek, de afstand tussen de staven, is 13 cm.
- Het spoorwiel heeft 84 kammen en het steenspilrondsel 26 staven. Het steenspilrondsel draait hierdoor 3,23 keer sneller dan de koningsspil en 6,02 keer sneller dan de bovenas. De steek is 11 cm.

### Eigenaren
- J. Bodenstaff: 1857 - 1894
- J. Jochijms: 1894 - 1926
- P. Jochijms: 1926 - 1954
- Fa. P. Jochijms: 1954 - 1968
- J.F. Jochijms: 1968 - 1989
- J. Kersten: 1989 - 1993
- L. v.d. Grinten: 1993 - 2000
- Stichting De Zuidmolen: 2000 - heden